# Nokia X6
Nokia X6 — мультимедійний смартфон виробництва компанії Nokia. Анонсований 2 вересня 2009 року на Nokia World 2009 в Німеччині. Поступив до продажу в грудні 2009 року. Продається разом з сервісом Nokia Comes With Music.
В кінці лютого повинна поступить до продажу модифікація смартфона X6 16 Gb з зменшеною до 8 Гб пам'яттю, більш дешевою гарнітурою в комплекті та без сервісу Nokia Comes With Music.

## Технічні характеристики
Апарат виготовлений в форм-факторі моноблока. Для навігації використовується сенсорний екран, виготовлений по ємнісній технології, що робить неможливим використання стилуса. За іншими характеристиками він збігається з дисплеєм Nokia 5800. Це перша модель від Nokia з ємнісним дисплеєм. 

## Комплектація
В комплект поставки входять:
- Nokia X6
- Акумулятор (BL-5J) 1,320 mAh
- Зарядний пристрій (AC-8)
- USB-кабель (CA-101)
- провідна стерео-гарнітура (WH-500 з версією 32 Гб, WH-701 з версією на 16 Гб)
- Manual
- Mini DVD

## Неофіційне оновлення
У 2014 році український ентузіаст телефонів на платформі Symbian^1 випустив своє останне неофіційне оновлення модифікованої прошивки для 10 різних моделей смартфонів Nokia.